# Aldea Apeleg
Pour les articles homonymes, voir Aldea.
Aldea Apeleg est une localité rurale argentine située dans le département de Río Senguer, dans la province de Chubut.

## Démographie
La localité compte 126 habitants (Indec, 2010), ce qui représente une augmentation de 2,3 % par rapport au précédent recensement de 2001 qui comptait 45 habitants.

## Éducation
L'école provinciale no 127 Paulino Luis Barzola est située à Aldea Apeleg. Elle a vu le jour sur les rives du río Apeleg. C'était une construction précaire avec des toits en zinc, des plafonds en toile de jute et des murs en adobe. Elle était chauffée par des poêles à bois. À ses débuts, c'était le Nacional N° 55 C.
L'enseignant était itinérant, il restait ici pendant quelques mois puis se rendait dans d'autres localités. Désormais, le bâtiment est situé dans le village et dispose de bouteilles de gaz, d'électricité et d'eau. Elle dispose de quatre grandes salles de classe, une pour le premier cycle (6-7-8 ans), une autre pour le second cycle (9-10-11 ans), la troisième pour le secondaire (12 ans et plus) et la dernière pour la maternelle, où sont scolarisés les enfants de 3 à 5 ans. Il dispose également d'un bureau de gestion, d'une galerie, d'une salle de lecture avec des livres pour tous les domaines de connaissance, de toilettes et d'une salle à manger.
Dans l'enceinte de l'école, il y a deux maisons pour les enseignants, ainsi que la maison du directeur. Il s'agit d'une école à temps plein, de 8 h à 15 h 30.